# Sky Scrappers
Sky Scrappers (även The Sky Scrapper) är en amerikansk animerad kortfilm från 1928 med Kalle Kanin i huvudrollen.

## Handling
Kalle Kanin jobbar på en byggarbetsplats. När det blir lunchrast köper han lunch av sin flickvän, som blir kidnappad av Svarte Petter. Kalle gör allt för att försöka rädda henne.

## Om filmen
Filmen är den sista Kalle Kanin-film som Disney producerade innan George Winkler tog över rättigheterna till serien.
Filmens handling gav inspiration till den senare Musse Pigg-kortfilmen Uppåt väggarna som utkom 1933.
Filmen finns utgiven på DVD.